# 横蔵村
横蔵村（よこくらむら）は、かつて岐阜県揖斐郡にあった村である。
現在の揖斐郡揖斐川町の一部（旧・谷汲村西部）に該当する。揖斐川の支流である飛鳥川上流に位置する。

## 歴史
- 江戸時代末期、この地域は美濃国大野郡であり、大垣藩領であった。
- 1875年（明治8年） - 神原村、辻村、坂本村が合併し、神原村となる。
- 1889年（明治22年）7月1日 - 神原村、有鳥村、木曽屋村が合併し、横蔵村となる。
- 1897年（明治30年）4月1日[2] - 大野郡の一部と池田郡が合併して揖斐郡となる。横蔵村は揖斐郡に属する。
- 1953年（昭和28年）に町村合併促進法が施行されると、横蔵村は揖斐川町との合併を望む住民（有鳥、上神原地区）と谷汲村との合併を望む住民（木曽屋、下神原地区）とで村が二分される事態となる。
- 1956年（昭和31年）12月26日 - 知事勧告により、横蔵村は谷汲村への編入に決定する。
- 1960年（昭和35年）1月1日 - 谷汲村に編入される。

## 学校
- 横蔵村立横蔵小学校
- 横蔵村立横蔵中学校

## 寺社
- 横蔵寺